# Bahnstrecke Olten–Luzern
| RABe 521 im Bahnhof Luzern |                      |                                            |                                            |
| Streckennummer (BAV): | 500                  |                                            |                                            |
| Fahrplanfeld: | 510                  |                                            |                                            |
| Streckenlänge: | 55,6 km              |                                            |                                            |
| Spurweite: | 1435 mm (Normalspur) |                                            |                                            |
| Stromsystem: | 15 kV 16,67 Hz ~     |                                            |                                            |
| Maximale Neigung: | 17 ‰                 |                                            |                                            |
| Zweigleisigkeit: | ja                   |                                            |                                            |
| |                      |                                            |                                            |
| \| \| \| von Aarau und Basel \| \| \| \| 39,29 \| Olten \| Olten \| \| \| \| nach Solothurn –Biel \| \| \| \| 40,45 \| zur NBS und nach Bern \| zur NBS und nach Bern \| \| \| \| Aarburg (87 m) \| \| \| \| 43,01 \| Aarburg-Oftringen \| Aarburg-Oftringen \| \| \| \| von/nach Bern \| \| \| \| 44,00 \| Aarburg Süd \| Aarburg Süd \| \| \| \| aus Wettingen \| \| \| \| 47,46 \| Zofingen \| Zofingen \| \| \| 50,48 \| Brittnau-Wikon \| Brittnau-Wikon \| \| \| 52,99 \| Reiden \| Reiden \| \| \| 55,80 \| Dagmersellen \| Dagmersellen \| \| \| 58,74 \| Nebikon \| Nebikon \| \| \| \| Egolzwil (17 m) \| \| \| \| 62,52 \| Wauwil \| Wauwil \| \| \| 66,80 \| St. Erhard-Knutwil \| St. Erhard-Knutwil \| \| \| \| ST aus Triengen \| \| \| \| 69,04 \| Sursee \| Sursee \| \| \| 71,17 \| Oberkirch LU \| Oberkirch LU \| \| \| 73,78 \| Nottwil \| Nottwil \| \| \| 78,99 \| Sempach-Neuenkirch \| Sempach-Neuenkirch \| \| \| 84,55 \| Rothenburg Station bis 2022: Rothenburg \| Rothenburg Station bis 2022: Rothenburg \| \| \| 87,00 \| Emmenbrücke Kapf bis 2022: Rothenburg Dorf \| Emmenbrücke Kapf bis 2022: Rothenburg Dorf \| \| \| \| aus Lenzburg (seit 1998) \| \| \| \| 88,45 \| Hübeli \| Hübeli \| \| \| 89,16 \| Emmenbrücke Gersag \| Emmenbrücke Gersag \| \| \| 90,19 \| Emmenbrücke \| Emmenbrücke \| \| \| 90,19 \| nach Lenzburg (bis 1998) \| nach Lenzburg (bis 1998) \| \| \| 90,53 \| Reusszopf-Brücken Nord (40 m) \| Reusszopf-Brücken Nord (40 m) \| \| \| 90,90 \| Reusszopf-Brücken Süd (45 m) \| Reusszopf-Brücken Süd (45 m) \| \| \| 91,82 \| aus Zug \| aus Zug \| \| \| 91,82 \| aus Bern via Langnau \| aus Bern via Langnau \| \| \| 91,82 \| Fluhmühle (Abzw) \| Fluhmühle (Abzw) \| \| \| \| aus Immensee \| \| \| \| 92,85 \| Gütsch (Abzw) \| Gütsch (Abzw) \| \| \| \| \| \| \| \| \| Gütsch (326 m) / Gibraltar (bis 1896) \| \| \| \| 93,36 \| Heimbach (Spw) \| Heimbach (Spw) \| \| \| \| Schönheim (199 m) \| \| \| \| \| Luzern (bis 1896) \| \| \| \| \| aus Kriens \| \| \| \| \| aus Interlaken Ost \| \| \| \| 95,09 \| Luzern \| Luzern \| |                      |                                            |                                            |
| Strecke |                      | von Aarau und Basel                        | von Aarau und Basel                        |
| Bahnhof | 39,29                | Olten                                      | Olten                                      |
| Abzweig geradeaus und nach rechts |                      | nach Solothurn –Biel                       | nach Solothurn –Biel                       |
| Abzweig geradeaus und nach rechts | 40,45                | zur NBS und nach Bern                      | zur NBS und nach Bern                      |
| Tunnel |                      | Aarburg (87 m)                             | Aarburg (87 m)                             |
| Bahnhof | 43,01                | Aarburg-Oftringen                          | Aarburg-Oftringen                          |
| Abzweig geradeaus, nach rechts und von rechts |                      | von/nach Bern                              | von/nach Bern                              |
| Dienststation / Betriebs- oder Güterbahnhof | 44,00                | Aarburg Süd                                | Aarburg Süd                                |
| Abzweig geradeaus und von links |                      | aus Wettingen                              | aus Wettingen                              |
| Bahnhof | 47,46                | Zofingen                                   | Zofingen                                   |
| Bahnhof | 50,48                | Brittnau-Wikon                             | Brittnau-Wikon                             |
| Haltepunkt / Haltestelle | 52,99                | Reiden                                     | Reiden                                     |
| Bahnhof | 55,80                | Dagmersellen                               | Dagmersellen                               |
| Bahnhof | 58,74                | Nebikon                                    | Nebikon                                    |
| Tunnel |                      | Egolzwil (17 m)                            | Egolzwil (17 m)                            |
| Haltepunkt / Haltestelle | 62,52                | Wauwil                                     | Wauwil                                     |
| Haltepunkt / Haltestelle | 66,80                | St. Erhard-Knutwil                         | St. Erhard-Knutwil                         |
| Abzweig geradeaus und von links |                      | ST aus Triengen                            | ST aus Triengen                            |
| Bahnhof | 69,04                | Sursee                                     | Sursee                                     |
| Haltepunkt / Haltestelle | 71,17                | Oberkirch LU                               | Oberkirch LU                               |
| Haltepunkt / Haltestelle | 73,78                | Nottwil                                    | Nottwil                                    |
| Bahnhof | 78,99                | Sempach-Neuenkirch                         | Sempach-Neuenkirch                         |
| Bahnhof | 84,55                | Rothenburg Station bis 2022: Rothenburg    | Rothenburg Station bis 2022: Rothenburg    |
| Haltepunkt / Haltestelle | 87,00                | Emmenbrücke Kapf bis 2022: Rothenburg Dorf | Emmenbrücke Kapf bis 2022: Rothenburg Dorf |
| Abzweig geradeaus und von links |                      | aus Lenzburg (seit 1998)                   | aus Lenzburg (seit 1998)                   |
| Dienststation / Betriebs- oder Güterbahnhof | 88,45                | Hübeli                                     | Hübeli                                     |
| Haltepunkt / Haltestelle | 89,16                | Emmenbrücke Gersag                         | Emmenbrücke Gersag                         |
| Bahnhof | 90,19                | Emmenbrücke                                | Emmenbrücke                                |
| Abzweig geradeaus und ehemals nach links | 90,19                | nach Lenzburg (bis 1998)                   | nach Lenzburg (bis 1998)                   |
| Brücke über Wasserlauf | 90,53                | Reusszopf-Brücken Nord (40 m)              | Reusszopf-Brücken Nord (40 m)              |
| Brücke über Wasserlauf | 90,90                | Reusszopf-Brücken Süd (45 m)               | Reusszopf-Brücken Süd (45 m)               |
| Abzweig geradeaus und von links | 91,82                | aus Zug                                    | aus Zug                                    |
| Abzweig geradeaus und von rechts | 91,82                | aus Bern via Langnau                       | aus Bern via Langnau                       |
| Blockstelle | 91,82                | Fluhmühle (Abzw)                           | Fluhmühle (Abzw)                           |
| Abzweig geradeaus und von links |                      | aus Immensee                               | aus Immensee                               |
| Blockstelle | 92,85                | Gütsch (Abzw)                              | Gütsch (Abzw)                              |
| Verschwenkung von links · Verschwenkung von rechts (Strecke außer Betrieb) |                      |                                            |                                            |
| Tunnel · Tunnel (Strecke außer Betrieb) |                      | Gütsch (326 m) / Gibraltar (bis 1896)      | Gütsch (326 m) / Gibraltar (bis 1896)      |
| Blockstelle · Strecke (außer Betrieb) | 93,36                | Heimbach (Spw)                             | Heimbach (Spw)                             |
| Tunnel · Strecke (außer Betrieb) |                      | Schönheim (199 m)                          | Schönheim (199 m)                          |
| Strecke · Kopfbahnhof Streckenende (Strecke außer Betrieb) |                      | Luzern (bis 1896)                          | Luzern (bis 1896)                          |
| Abzweig geradeaus und ehemals von rechts |                      | aus Kriens                                 | aus Kriens                                 |
| Strecke von rechts · Strecke |                      | aus Interlaken Ost                         | aus Interlaken Ost                         |
| Kopfbahnhof Streckenende · Kopfbahnhof Streckenende | 95,09                | Luzern                                     | Luzern                                     |

Die Bahnstrecke Olten–Luzern ist eine zweigleisige elektrifizierte Hauptstrecke in der Schweiz und vor allem im Personenverkehr Teil der Nord-Süd-Achse durch den Gotthard. Sie befindet sich im Eigentum der SBB Infrastruktur. Der operative Betrieb im Personenverkehr obliegt dem SBB Personenverkehr und der SOB, der lokale Güterverkehr vorwiegend SBB Cargo und Drittunternehmen.

## Geschichte
Das Teilstück Olten–Emmenbrücke wurde von der Schweizerischen Centralbahn (SCB) am 9. Juni 1856 eröffnet, als diese ihre Strecke von Aarau nach Emmenbrücke in Betrieb nahm. Während die Stadt Zofingen den Knotenpunkt der Nord-Süd- und Ost-West-Achsen gerne an ihrem Bahnhof gesehen hätte, entschied sich die SCB, diesen im Bahnhof Olten anzulegen. Anfänglich war die Streckenführung Basel–Luzern auch via Aarau–Lenzburg und das Seetal nach Emmenbrücke geprüft worden. Die Verlängerung nach Luzern folgte schliesslich im Jahre 1859.
Die Elektrifizierung wurde durchgehend am 23. Februar 1924 durchgeführt. Der Doppelspurausbau hingegen erfolgte in mehreren Etappen. Die SCB baute die Strecke Olten–Aarburg-Oftringen bereits 1858 auf Doppelspur aus, weil dieser Abschnitt zugleich der Bahnstrecke Olten–Bern angehört. Von 1908 bis 1939 wurde dann abschnittsweise die gesamte Strecke von Olten bis zur Dienststation Gütsch ausgebaut, die Einfahrt in den Bahnhof Luzern folgte erst 1969 – notabene heute weiterhin trotz Doppelspur ein dicht befahrenes Nadelöhr.
Mit der Einführung von Bahn 2000 und der S-Bahn Luzern stieg die Bedeutung der Strecke abermals. Zur Beschleunigung und Verdichtung der bisher durchs Emmental führenden InterRegio-Züge Luzern–Bern–Genf sollten diese via Zofingen und die Neubaustrecke Mattstetten–Rothrist geführt werden. Dafür war die Reaktivierung der Kriegsschlaufe als Umfahrung von Olten und Vermeidung einer Spitzkehre im Bahnhof Olten notwendig – nach rund 15-monatiger Bauzeit konnte sie per Fahrplanwechsel im Dezember 2004 dem Verkehr übergeben werden. Auch die S-Bahn Luzern sorgte für ein besseres Angebot im Nahverkehr.

### Unfälle
Am Pfingstmontag, 30. Mai 1898, wurde eine Gruppe von mit Gleisarbeiten beschäftigten Bahnangestellten der Schweizerischen Centralbahn (SCB) am südlichen Ausgang des Gütschtunnels bei Luzern von einem Personenzug der Nordostbahn (NOB) überfahren. Sieben Bahnarbeiter wurden sofort getötet, vier schwer verletzt.
Am 13. Dezember 1932 stiess der Regionalzug Luzern–Arth-Goldau mit dem internationalen Schnellzug Stuttgart–Zürich–Luzern im Gütschtunnel zusammen. Dabei wurden sechs Menschen getötet und über zehn verletzt. Rauch einer Dampflokomotive, die mit einem Güterzug Richtung Olten fuhr, schränkte die Sicht auf ein Halt zeigendes Signal ein. Der Schnellzug aus Zürich hatte dieses Signal überfahren und damit den Unfall verursacht.

## Streckenverlauf
Die Strecke verlässt den Bahnhof Olten südwärts am rechten Ufer der Aare, um ab Aarburg dem breiten Wiggertal bis etwa Nebikon zu folgen, von wo aus die flache Talwasserscheide zur Suhre und zum Sempachersee westlich von Sursee überschritten wird. Am Westufer des Sempachersees entlang geht es dann bis zu dessen Südende und ab Sempach die Furche des Waldbachs entlang über den flachen Höhenrücken zum Tal des tief eingegrabenen Rotbachs weiter. Nach dessen Überbrückung wurde eine nach Osten gerichtete Kehrschleife südlich von Rothenburg zum Abstieg ins Reusstal angelegt. Die Kleine Emme wird, unmittelbar vor ihrer Mündung in die Reuss, südwärts bei Emmen passiert und die Reuss noch ein kurzes Stück an ihrer linken (westlichen) Uferseite bis zum Kopfbahnhof Luzern begleitet.

## Betrieb
Im Güterverkehr hat die Strecke vor allem wegen der zahlreichen Anschlussgleise von Industriebetrieben und Logistikunternehmen, vorwiegend in Dagmersellen und Rothenburg Station, eine Bedeutung, Transitgüterzüge der Nord-Süd-Achse mit Ziel Basel umfahren die Bahnhöfe Luzern und Olten via Aargauische Südbahn und Bözbergstrecke. Im Personenverkehr wird ein sehr dichtes Angebot geführt. Im Fernverkehr verkehren jeweils zweistündlich 21 Basel SBB–Luzern–Gotthard–Lugano (einmal täglich als   bis/ab Mailand) und 26 Basel SBB–Luzern–Gotthard–Locarno (seit Dezember 2020 als Treno Gottardo mit Traverso der SOB betrieben) und überlagern sich so zu einem Stundentakt. Sie verkehren zwischen Olten und Luzern seit 2008 ohne Halt, zwischen 2005 und 2008 hielten die Gotthard-Schnellzüge auch integral in Zofingen und Sursee.
Dazu verkehren stündlich Züge als 27 zwischen Basel SBB und Luzern, sie halten in Olten, Zofingen und Sursee. Ebenfalls im Stundentakt werden die 15 auf der Achse Genf Flughafen–Bern–Luzern mit Halt in Zofingen und Sursee geführt. Zwischen Zofingen und Luzern bilden beide Interregiolinien einen exakten Halbstundentakt. Da diese beiden Fernverkehrszüge in ihrem Umlauf verknüpft sind, um in Luzern die Standzeit von 60 auf 30 Minuten zu reduzieren (Umläufe Genf–Luzern–Basel–Luzern–Genf), kommt das gleiche Rollmaterial zum Einsatz. Aktuell (Stand: Dezember 2023) sind dies fast ausschliesslich Doppelstockzüge der Typen SBB RABe 502 und IC2000.
Im Regionalverkehr verkehrt durchgehend stündlich unter der Bezeichnung 24 ein RegioExpress-Zugspaar, um vor allem die Orte nördlich von Sursee besser an die Stadt Luzern anzubinden. Die RegioExpress-Züge halten in Zofingen, Reiden, Dagmersellen, Nebikon, Wauwil, Sursee, Sempach-Neuenkirch, Rothenburg Station und Emmenbrücke. Seit Fahrplanwechsel 2023 werden für diese RE-Linie Doppelstockzüge des Typs Stadler KISS eingesetzt, davor waren es Stadler FLIRT oder bis 2011 Wendezüge mit Einheitswagen I und Re 4/4 II.
Für den Nahverkehr mit Halt an allen Stationen ist das Angebot der S-Bahn Luzern zuständig. Vor deren Einführung 2004 bis 2008 verkehrte durchgehend die S-Bahn-Linie S8, die teilweise mit der S1 zu einem durchgehenden Zuglauf Olten–Baar durchgebunden wurde. Mit der Einführung des Neigezugskonzepts auf der Gotthardbahn und der Einführung des Fernverkehrshalbstundentaktes Zofingen–Luzern veränderten sich jedoch die Fahrplantrassees auf der Strecke Olten–Luzern, so dass die S-Bahn neu in Sursee gebrochen wird. Die S8 verkehrte nunmehr im Stundentakt zwischen Olten und Sursee; zwischen Sursee und Luzern verkehrt die S1 halbstündlich, die über Luzern hinaus bis Baar ebenfalls im Halbstundentakt verkehrt.
Per Fahrplanwechsel im Dezember 2019 und Eröffnung des Eppenbergtunnels auf der Strecke Olten–Aarau wurde die S8 in die neue S-Bahn-Linie S29 Turgi–Brugg–Aarau–Olten–Zofingen(–Sursee) integriert, wobei zwischen Turgi und Zofingen die Linie halbstündlich verkehrt und auf dem Abschnitt Zofingen–Sursee stündlich. Auf dieser Linie werden Triebzüge des Typs NPZ Domino in unterschiedlichen Konfigurationen eingesetzt, davor waren es umgebaute NPZ Kolibri. Die S1 wiederum wird mit Stadler FLIRT-Zügen gefahren.

## Bahnhöfe

### Emmenbrücke Gersag
Die Haltestelle Emmenbrücke Gersag wurde am 14. Dezember 2002 offiziell eingeweiht. Die fahrplanmässige Inbetriebnahme erfolgte am 15. Dezember 2002. Sie besteht aus zwei aussen liegenden 35 cm hohen Perrons, in der 16-Promille-Steigung zwischen den Bahnhöfen Emmenbrücke und Rothenburg Dorf.

## Wissenswertes
- Die Strecke Olten–Luzern diente als Pilotstrecke für das Zugsicherungssystem ERTMS/ETCS Level 2. Für die Ausrüstung zuständig war der kanadische Technologiekonzern Bombardier.[5]
- Die maximale Fahrgeschwindigkeit beträgt 160 km/h, jeweils zwischen Zofingen und Nebikon bzw. Sursee und Sempach-Neuenkirch.
- Das Bundesamt für Umwelt und die SBB betreiben mit weiteren Partnern zwischen Sempach-Neuenkirch und Rothenburg Messtechnik zur Erhebung von Lärm- und Erschütterungsdaten.[6]

## Spange Emmenbrücke
Aufgrund der Kapazitätsengpässe der nur doppelspurigen Zufahrtsstrecke zum Bahnhof Luzern, welche vor allem Ausbauten im Regionalverkehr verunmöglicht, gibt es nebst dem Tiefbahnhof Luzern auch andere Varianten, so eine Verbindungsspange von Emmenbrücke zur Bahnstrecke Zug–Luzern, um vor allem den Gotthardzügen das Kopfmachen in Luzern zu ersparen. Als Ersatz für den entfallenden Halt in Luzern soll der Bahnhof Emmenbrücke zu einem Fernverkehrsbahnhof ausgebaut werden.